# Maude Eburne

Maude Eburne (1914)

Maude Eburne (* 10. November 1875 in Bronte-on-the-Lake bei Oakville, Ontario; † 15. Oktober 1960 in Hollywood, Kalifornien) war eine kanadische Schauspielerin.

## Leben und Karriere
Maude Eburne wurde 1875 in einem kleinen Fischerdorf in Kanada geboren. Nach ihrem Studium der Rhetorik in Toronto begann sie als Theaterschauspielerin zu arbeiten. Zunächst spielte sie vor allem in ihrer Heimat Ontario, Eburne spezialisierte sich dabei insbesondere auf die Imitation verschiedener Dialekte. Ihren Durchbruch erreichte sie 1914 mit der Darstellung eines liebeshungrigen Dienstmädchens in der Broadway-Farce A Pair of Sixes. Die New York Times schrieb 1914 zu Eburnes Auftritt begeistert, dass sie mit diesem Auftritt aus der Unbekanntheit über Nacht berühmt geworden sei. In den nächsten fünfzehn Jahren war sie regelmäßig am Broadway zu sehen, wobei sie besonders häufig komische Bedienstete spielte. Ihr Filmdebüt gab sie 1918 in A Pair of Sixes, doch erst ab Anfang der 1930er-Jahre arbeitete Eburne regelmäßig beim Film.
Einer von Maude Eburnes ersten Filmen war The Bat Whispers, wo sie als ängstliche Begleiterin einer Kriminalschriftstellerin auftrat. In ihren fast 120 Filmen spielte sie zumeist ein breites Spektrum exzentrischer älterer Damen, stets in Nebenrollen. So verkörperte sie die Tante von Fay Wray im Horrorfilm The Vampire Bat (1933), eine wilde ehemalige Frontiersfrau in Ein Butler in Amerika (1935) und das Dienstmädchen von Carole Lombard in Sein oder Nichtsein (1942). Die Charakterdarstellerin, die mit dem Theaterproduzenten Eugene J. Hill (1874–1932) bis zu seinem Tod verheiratet war, zog sich 1951 von der Leinwand zurück und verstarb 1960 mit 84 Jahren.

## Filmografie (Auswahl)
- 1918: A Pair of Sixes
- 1930: The Bat Whispers
- 1931: Indiscreet
- 1931: Blonde Crazy
- 1931: The Guardsman
- 1932: The Woman from Monte Carlo
- 1932: Union Depot
- 1932: Wer andern keine Liebe gönnt (The Passionate Plumber)
- 1932: Die Sklavin der schwarzen Geier (Robbers’ Roost)
- 1932: Wer andern keine Liebe gönnt (The Passionate Plumber)
- 1933: The Vampire Bat
- 1933: Die Hölle aus Stahl (Hell Below)
- 1933: Meine Lippen lügen nicht (My Lips Betray)
- 1934: Dickschädel (Here Comes the Navy)
- 1934: Millionäre bevorzugt (The Girl from Missouri)
- 1935: Ein Butler in Amerika (Ruggles of Red Gap)
- 1935: Party Wire
- 1936: Wie vom Winde verweht (The Lonely Trail)
- 1936: Poppy
- 1936: Die zweite Mutter (Valiant Is the Word for Carrie)
- 1937: Horoskope lügen nicht (When’s Your Birthday?)
- 1937: Jeder Tag ein Feiertag (Every Day’s a Holiday)
- 1938: Vivacious Lady
- 1939–1941: Dr.-Christian-Filmreihe (6 Filme, wiederkehrende Rolle)
- 1941: Schönste der Stadt (The Strawberry Blonde)
- 1941: Du gehörst zu mir (You Belong to Me)
- 1941: Zum Leben verdammt (Among the Living)
- 1942: Sein oder Nichtsein (To Be or Not to Be)
- 1942: There’s One Born Every Minute
- 1942: Die Gaylords (The Gay Sisters)
- 1944: Up in Arms
- 1944: Das Korsarenschiff (The Princess and the Pirate)
- 1944: Unter Verdacht (The Suspect)
- 1945: Leave It to Blondie
- 1945: Hitchhike to Happiness
- 1947: Das Doppelleben des Herrn Mitty (The Secret Life of Walter Mitty)
- 1947: Es begann in Schneiders Opernhaus (Mother Wore Tights)
- 1948: Die Plünderer von Nevada (The Plunderers)
- 1949: Der Brandstifter von Los Angeles (Arson, Inc.)
- 1951: Belle Le Grand